# Cosmotoma melzeri
Cosmotoma melzeri är en skalbaggsart som beskrevs av Gilmour 1955. Cosmotoma melzeri ingår i släktet Cosmotoma och familjen långhorningar. Inga underarter finns listade i Catalogue of Life.